# Shenzhen-Zhongshan-brug
De Shenzhen-Zhongshan-brug (Chinees: 深中通道) is een brug-tunnel die twee grote steden in de Parelrivierdelta (PRD) in China met elkaar verbindt: Shenzhen aan de oostkant van de PRD en Zhongshan aan de westkant. De tunnel bestaat uit een reeks bruggen en tunnels (de Shenzhen-Zhongshan-tunnel, de Shenzhen-Zhongshan-brug en de Zhongshan-brug), beginnend bij Bao'an International Airport aan de kant van Shenzhen.
De 49,7 km lange verbinding met acht rijstroken werd voltooid in 2024 en heeft ongeveer 4,83 miljard dollar gekost. De brug bevindt zich ongeveer 27 km stroomafwaarts van de Nanshabrug  en ongeveer 32 km ten noorden van de Hongkong-Zhuhai-Macau-brug, die de steden Hongkong, Zhuhai en Macau aan de zuidkant van de PRD met elkaar verbindt. De bouw startte in mei 2017, de opening was op 30 juni 2024.